# Hoplostines
Hoplostines is een geslacht van kevers uit de familie bladkevers (Chrysomelidae).
De wetenschappelijke naam van het geslacht werd in 1890 gepubliceerd door Thomas Blackburn.

## Soorten
- Hoplostines elegans (Blackburn, 1890)
- Hoplostines laporteae (Weise, 1923)
- Hoplostines mastersi (Blackburn, 1896)